# Cabeza de nota

Figura 1. Partes de una nota:
1.- Corchete
2.- Plica
3.- Cabeza

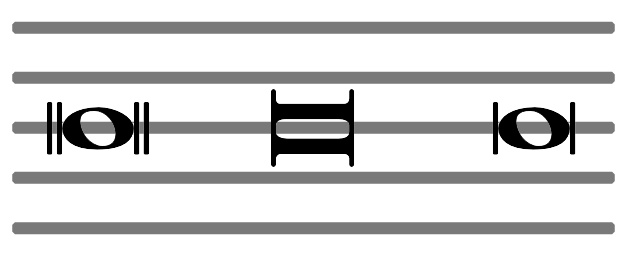
A la izquierda: breve en notación moderna. Centro: breve en notación mensural utilizado en algunas partituras modernas. Derecha: variante estilística menos común de la primera forma.

En música, una cabeza de nota es la parte elíptica de una nota. Las cabezas de las notas puede ser de color completamente negro o blanco, lo que indica el valor de la nota (es decir, duración rítmica). En una redonda, la cabeza de nota la es el único componente de la nota. Notas de valores más cortos adjuntan una plica a la cabeza de nota, y, posiblemente, barras o corchetes. La cuadrada puede escribirse con líneas verticales alrededor, dos redondas seguidas, o una cabeza de nota rectangular.

## Historia
Las cabezas de la nota derivan de los neumas utilizados para el canto Gregoriano. El punctum, a la derecha, es la más sencilla de las formas y la anticipa claramente la moderna cabeza de nota. Cuando se coloca en una clave de sol, la posición de la cabeza de nota indica la frecuencia relativa de una nota. El desarrollo de diferentes colores de cabezas de nota, y el uso de la misma para indicar los valores rítmicos, fue el uso de la notación mensural en blanco (sin color), adoptada alrededor de 1450.
Franco de Colonia, compositor y teórico de música antigua, codificó un sistema de notación rítmica. Explicó este sistema en su obra Ars cantus mensurabilis, (que significa "El arte de medir la música"), alrededor del año 1280. En este sistema, la duración relativa de las notas era indicada por la forma de la nota. La cabeza de nota adoptaba la forma de rectángulos, cuadrados o rombos, dependiendo de la duración de la nota. Este sistema fue ampliado durante el Ars Nova.
Poco antes del Renacimiento, los escribas comenzaron a escribir las notas en el estilo franconio y el Ars Nova con cabezas de nota abiertas. Durante el Renacimiento, los compositores añadieron notas de duración más corta con cabezas de notas rellenadas. Cerca del final del siglo XVI, las cabezas de nota rectangulares o romboidales se sustituyeron por notas redondas, que son las que se utilizan hoy en día.